# Vandenberg (band)
Vandenberg is een Nederlandse hardrock- en AOR-band. De band, opgericht door bassist Dick Kemper, zanger Bert Heerink, drummer Jos Zoomer en gitarist Adrian ('Adje') Vandenberg, was actief tussen 1981 en 1987 en scoorde in 1983 een internationale hit met het nummer Burning Heart. In 2004 maakte de band een tijdelijke comeback en in 2020 verscheen Vandenberg 2020 met een nieuwe samenstelling.

## Carrière

### Historie
Gitarist Adje (Adrian) van den Berg richtte de band op in 1981. Hierbij voegden zich Jos Zoomer, de drummer, met wie hij al eerder in de bands Mother of Pearl en Teaser had gespeeld, Bert Heerink voor de zang en Dick Kemper als basgitarist, die hij kende van hun vroegere band Treshold. Adje schreef de songs en teksten voor de band en ontwierp de platenhoezen en het bandlogo. De band kreeg op basis van een '5 song demo' binnen enkele maanden na oprichting als eerste Nederlandse band ooit een platencontract bij een grote Amerikaanse maatschappij, Atlantic, aangeboden door Phil Carson, de toenmalig directeur. Naar aanleiding hiervan moest er een bandnaam worden bedacht die het internationaal goed zou doen. Dit werd Vandenberg, de uitleg van de naam wordt later in het boekwerk van The definitive (2004) gegeven.

### Debuut
Het debuutalbum werd opgenomen in de studio van Jimmy Page, de gitarist van Led Zeppelin, en met het nummer Burning Heart breekt de band eerst door in de Verenigde Staten en Japan, en later ook in Nederland en andere landen. De band ging op tournee door Engeland, Japan en Amerika, onder andere als special guest van acts als Ozzy Osbourne en KISS. Als headliner toerde de band in Nederland, België, de Verenigde Staten, Duitsland en Japan.
De kwaliteiten als liedjesschrijver en gitarist trokken de aandacht van David Coverdale, die tot twee keer toe vroeg of Vandenberg bij Whitesnake wilde komen spelen. Door het succes van het album Vandenberg en de single Burning Heart in Amerika, gaat Adrian Vandenberg hier niet op in. Hij wil zich eerst zelf bewijzen in plaats van in het gespreide bed van Whitesnake te stappen, die bekendstond om zijn diverse wisselingen in de bezetting.
Van het tweede album wordt het nummer Different Worlds opnieuw een hit en in Japan naast dit nummer eveneens de song Friday Night. Onder leiding van Jaap Eggermont werd het derde album opgenomen, echter mede door de personeelswisselingen bij Atlantic en het opstappen van Phil Carson bij deze maatschappij viel dit, door de pers zeer goed ontvangen, album promotioneel wat tussen de wal en het schip. In 1986 scheiden de wegen tussen zanger Bert Heerink en de rest van de band. De overige bandleden namen wat demo's en video's op met zanger Peter Struijk, doch waren evenals de platenmaatschappij nog niet overtuigd dat hij de juiste man was.

### Einde
Eind 1986 besloot Adje (Adrian) Vandenberg na veel aandringen van Coverdale toch toe te treden tot Whitesnake. Adrian Vandenberg speelde de zeven noten in van de radioversie van Here I Go Again, dit nummer werd een grote hit in 1987. De originele versie kwam uit 1982. Deze band had met Vandenberg in de gelederen verschillende internationale hits. Vandenberg bleef als gitarist/componist bij Whitesnake verbonden in de periodes 1987–1990 en 1994–1997, waarmee hij (op dat moment), naast Coverdale, het langst verbonden lid aan deze band was.
De andere Vandenberg-leden gingen hierna hun eigen weg. Zoomer en Struyk traden toe tot Avalon en Kemper richtte No Exqze op en startte een eigen platenstudio. Bert Heerink scoorde enkele jaren later een hit met Julie, July en legde zich toe op Nederlandstalige rockmuziek. Jos Zoomer is drummer bij de formatie "The Flow".

### Line-ups
1. Adrian Vandenberg - Jos Zoomer - Dick Kemper - Bert Heerink
2. Adrian Vandenberg - Jos Zoomer - Dick Kemper - Peter Struijk/Strykes
3. Adrian Vandenberg - Jan Hoving - Hans Eijkenaar (recording A number one)
4. Adrian Vandenberg - Jan Hoving - Sem Christoffel - Mart Nijen Es (promotion band A number one)
5. Adrian Vandenberg - Martin van der Starre (Worlds apart single 2013)
6. Adrian Vandenberg - Brian Tichy - Rudy Sarzo - Sem Christoffel - Mart Nijen Es - Randy van der Elsen - Koen Herfst - Ronny Romero (recording band)
7. Adrian Vandenberg - Randy van der Elsen - Koen Herfst - Ronny Romero
8. Adrian Vandenberg - Randy van der Elsen - Koen Herfst - Matts Levén
9. Adrian Vandenberg - Randy van der Elsen - Matts Levén - Joey Marin de Boer (NL Sin tour)
10. Adrian Vandenberg - Randy van der Elsen - Matts Levén - Joey Marin de Boer, Len van de Laak (USA Whitesnake tribute tour)
11. Adrian Vandenberg - Sem Christoffel - Matts Levén - Joey Marin de Boer
12. Adrian Vandenberg - Sem Christoffel - Matts Levén - Joey Marin de Boer - Len van der Laak (Adrian Vandenberg My Whitesnake years tour & Vandenberg shows)
13. Adrian Vandenberg - Sem Christoffel - Matts Levén - Mart Nijen Es - Len van der Laak (Adrian Vandenberg My Whitesnake years tour & Vandenberg shows)

### Reünie
In 2004 werd de dubbel-cd The Definitive Vandenberg uitgegeven. Ter promotie hiervan besloot de band voor het eerst in bijna twintig jaar samen de studio in te gaan om een nieuwe, orkestrale versie van Burning Heart op te nemen, en verzorgde de band een eenmalig live-optreden bij de televisieshow van Barend & Van Dorp. In januari 2005 volgde nog een dvd met een Japans concert uit 1984.

### Rechtszaak
In 2011 schreef Adrian Vandenberg in opdracht van voetbalclub FC Twente een lied getiteld "A Number One". Dit nummer werd uitgebracht onder de naam Vandenberg. Dit en de aankondiging dat Adje Vandenberg met een nieuw album bezig was, leidde tot een rechtszaak waarbij Heerink en Kemper het gebruik van de in hun ogen naam van de voormalige groep betwistten. Zij beweerden dat Vandenberg vernoemd is naar de Amerikaanse luchtmachtbasis Vandenberg Air Force Base zoals in het boekje bij de Different Worlds: "the definitive" beschreven staat, en niet een veramerikanisering is van de achternaam van gitarist Van den Berg.
Volgens de kantonrechter konden Heerink en Kemper de oorsprong van de naam echter niet aannemelijk maken. Volgens de gerechtelijke uitspraak in oktober 2011 behoort de bandnaam niet tot het 'gemeenschappelijk vermogen' van de voormalige leden van Vandenberg en mag Van den Berg die naam daarom zonder toevoeging van zijn voornaam voeren.

### Moonkings
In 2014 koos Vandenberg ervoor om onder een andere naam een doorstart te maken met de band. Onder de naam Vandenberg's MoonKings ging Adrian Vandenberg weer muziek maken en optreden. Vandenberg's Moonkings bracht twee studioalbums uit en een akoestische plaat. In 2019 werd aangegeven dat de band er voorlopig mee zou gaan stoppen. Niet veel later kondigde Adrian Vandenberg aan terug te keren onder de naam Vandenberg.

### Terugkeer
In 2020 keerde Vandenberg terug in een vernieuwde samenstelling. Op gitaar speelt nog altijd de oprichter van de band Ad Vandenberg. Als zanger is Bert Heerink vervangen door de Chileense zanger Ronnie Romero van onder andere de band Rainbow, op basgitaar speelt nu Randy van der Elsen en op de drums Koen Herfst. De terugkeer van de band werd gevierd met het nieuwe nummer Shadows of the Night, afkomstig van het nieuwe album 2020 wat op 29 mei 2020 verscheen. Het album heeft twee weken in de Nederlandse Album Top 100 gestaan en kwam binnen op de tweede plek, nooit eerder haalde Vandenberg zo'n hoge positie. 
Aan het album werkten Brian Tichy, Rudy Sarzo, Sem Christoffel, Mart Nijen Es, Randy van der Elsen, Koen Herfst, Ronny Romero en Adrian Vandenberg mee.
Op 8 oktober 2021 kondigde Vandenberg aan dat de Zweedse zanger Mats Levén zich bij de band heeft aangesloten. Hij vervangt hierbij Ronnie Romero.
Op 23 februari 2023 lanceerde Vandenberg (2.0) de eerst single van het nieuwe album House on Fire. Een song met wat invloeden van Whitesnake, waar Adrian een tijdje gitarist was. Op 17 mei volgde de tweede single Sin, wederom geïnspireerd door bands als Whitesnake, Rainbow en Dio. In augustus 2023 werd het Album Sin uitgebracht. Het stond een week in de Album Top 100.

## Discografie

### Albums
| Album met eventuele hitnotering(en) in de Nederlandse Album Top 100 | Datum van verschijnen | Datum van binnenkomst | Hoogste positie | Aantal weken | Opmerkingen |
| ------------------------------------------------------------------- | --------------------- | --------------------- | --------------- | ------------ | ----------- |
| Vandenberg                                                          | 1982                  | 11-09-1982            | 19              | 6            |             |
| Heading for a Storm                                                 | 1983                  | 10-12-1983            | 14              | 8            |             |
| Alibi                                                               | 1985                  | 14-09-1985            | 18              | 5            |             |
| Different Worlds: The Definitive Vandenberg                         | 2004                  | 13-03-2004            | 80              | 3            |             |
| MK II                                                               | 2017                  | 11-11-2017            | 29              | 1            |             |
| 2020                                                                | 29-05-2020            | 06-06-2020            | 2               | 2            |             |
| Sin                                                                 | 2023                  | 02-09-2023            | 3               | 1            |             |

| Album met hitnotering(en) in de Vlaamse Ultratop 200 albums | Datum van verschijnen | Datum van binnenkomst | Hoogste positie | Aantal weken | Opmerkingen |
| ----------------------------------------------------------- | --------------------- | --------------------- | --------------- | ------------ | ----------- |
| Vandenberg's Moonkings                                      | 2014                  | 08-03-2014            | 169             | 1            |             |
| 2020                                                        | 2020                  | 06-06-2020            | 49              | 1            |             |
| Sin                                                         | 2023                  | 02-09-2023            | 72              | 1            |             |

### Singles
| Single met eventuele hitnotering(en) in de Nederlandse Top 40 | Datum van verschijnen | Datum van binnenkomst | Hoogste positie | Aantal weken | Opmerkingen              |
| ------------------------------------------------------------- | --------------------- | --------------------- | --------------- | ------------ | ------------------------ |
| Burning Heart                                                 | 1982                  | 26-03-1983            | 19              | 8            | #21 in de Single Top 100 |
| Different Worlds                                              | 1983                  | 05-11-1983            | 18              | 7            | #17 in de Single Top 100 |
| Once in a Lifetime                                            | 1985                  | 14-09-1985            | tip5            | -            |                          |

### NPO Radio 2 Top 2000
| Nummer met noteringen in de NPO Radio 2 Top 2000 | '15  | '16  | '17  | '18  | '19  | '20  | '21  | '22  | '23  | '24  |
| ------------------------------------------------ | ---- | ---- | ---- | ---- | ---- | ---- | ---- | ---- | ---- | ---- |
| Burning heart                                    | 1588 | 1432 | 1417 | 1084 | 1176 | 1252 | 1356 | 1428 | 1515 | 1842 |

1. ↑  Een vetgedrukt getal geeft de hoogste notering aan.
2. ↑  2015 was het eerste jaar met een notering voor dit nummer.